# ۱۰۰ کارفرمای برتر کانادا

۱۰۰ کارفرمای برتر کانادا یک رقابت مقاله نویسی سالانه است که بهترین شرکت‌ها را برای کار تشخیص می‌دهد. اولین دوره این رقابت در سال ۱۹۹۹ برگزار شد. برندگان در ماه اکتبر هر سال توسط گلوب اند میل معرفی می‌شوند.

## شاخص انتخاب
در طول زمان رقابت، کارفرماها با هشت شاخص مورد ارزیابی قرار می‌گیرند:
- فضای کاری ( از نظر فیزیکی)
- اتمسفر کاری و معاشرتی
- مزایای مالی، خانوادگی و سلامت
- مرخصی‌ها و تعطیلات
- ارتباطات کارکنان
- مدیریت عملکرد
- آموزش و پیشرفت مهارت‌ها
- مشارکت در اجتماعات